# Hubert
A Hubert germán eredetű férfinév, jelentése: értelem + fényes, híres.  Női párja: Huberta.

## Rokon nevek
- Hubertusz:[1] a Hubert név latinosítása.[2]

## Névnapok
Hubert, Hubertusz
- március 20.[2]
- november 3.[2]

## Híres Hubertok, Hubertuszok
- Szent Hubertusz a vadászok védőszentje
- Hubert Berchtold festő
- Kós Hubert úszó